# Paranymphon spinosum
Paranymphon spinosum là một loài nhện biển trong họ Ammotheidae. Loài này thuộc chi Paranymphon. Paranymphon spinosum được miêu tả năm 1896 voor het eerst wetenschappelijk bởi Caullery.